# Sophie Tieck

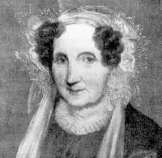
Sophie Tieck

Sophie Tieck, auch Sophie Bernhardi oder Sophie von Knorring (* 28. Februar 1775 in Berlin; † 1. Oktober 1833 in Reval) war eine deutsche Dichterin und Schriftstellerin der Romantik.

## Leben
Sophie Tieck war Tochter des Seilermeisters Johann Ludwig Tieck und seiner Ehefrau Anna Sophie Tieck. Sie war das zweite von drei Kindern und ihre Startbedingungen waren deutlich schlechter als die ihrer Brüder, die später auch größeren Ruhm erlangten (der Dichter Ludwig Tieck und der Bildhauer Friedrich Tieck). Sie konnte nicht auf das Gymnasium gehen und musste sich ihre Bildung selbst aneignen. Von ihr angefertigte Arbeiten und Übersetzungen gab ihr Bruder Ludwig als eigene Werke aus.
1799 heiratete Sophie Tieck einen Freund und ehemaligen Lehrer ihres Bruders Ludwig, August Ferdinand Bernhardi. Sie bekam drei Söhne (darunter den späteren Schriftsteller Wilhelm Bernhardi und den späteren Historiker Theodor von Bernhardi). Sie betätigte sich auch während ihrer Schwangerschaften schriftstellerisch. Nach einer eher unglücklichen Ehe trennte sie sich 1804 von Bernhardi und begann durch Europa zu reisen. Sie unterhielt eine kurzzeitige Liaison mit August Wilhelm Schlegel und war in dieser Zeit auch bereits mit dem Gutsbesitzer und Schriftsteller  Karl Georg von Knorring (1773–1841) befreundet. 1805 reiste sie mit Ludwig Tieck nach Rom, von dort 1807 mit Zwischenstationen in München und Prag nach Wien, von dort aus 1808 nach München, wo sie bis 1810 blieb und von Knorring heiratete. Die Scheidung von Bernhardi war ab 1807 amtlich, auch von ihrem Bruder Ludwig war sie nun nachhaltig entfremdet. Sie zog zu von Knorring auf dessen Familiengut Erwita in Estland.
1820 ist ihr Aufenthalt in Heidelberg verbürgt sowie ein letztes Treffen mit Ludwig Tieck in Dresden. Ab 1822 verblieb sie in Estland.

## Werke
Sophie Tieck hinterließ ein umfangreiches literarisches Werk: Dramen, Novellen, Romane, Erzählungen, Gedichte und Märchen. In ihm kommen ihre nie erfüllten Sehnsüchte nach Liebe, Geborgenheit und Heimat zum Ausdruck.
Auswahl
- Lebensansicht. 1800 (ZBK online (Memento vom 30. Mai 2014 im Internet Archive)).
- Die vernünftigen Leute. Lustspiel. In: Bambocciaden. 2. Teil. Berlin 1799 (veröffentlicht unter dem Namen ihres Mannes).
- Bambiocciaden. 3. Teil. Berlin 1800.
- Julie Saint Albain. Roman in zwei Teilen. Dresden 1801.
  - Neuauflage: Hannelore Scholz-Lübbering (Hrsg.): Ulrike Helmer Verlag, Sulzbach 2011, ISBN 978-3-89741-321-4.
- Wunderbilder und Träume in elf Märchen. 1802, neu trafo Verlag, Berlin 2000, Hrsg. Hannelore Scholz, ISBN 3-89626-115-0.
  - Auszug von drei Märchen, illustriert von Henrik Schrat, herausgegeben von Renate Siebenhaar: Belinde, Märchen. Insel Verlag, Berlin 2012, ISBN 978-3-458-19371-5.
- Dramatische Phantasien. Drei romantische Schauspiele. 1804.
- Evremont. Roman, in Breslau 1836 postum durch Ludwig Tieck veröffentlicht, Neuauflage in Vorbereitung im Olms Verlag
- Flore und Blancheflur. 1822, episches Gedicht.
  - Neuausgabe: herausgegeben und kommentiert von Anke Gilleir, Olms Verlag, Hildesheim/Zürich/New York 2006, ISBN 3-487-13305-9

Briefwechsel
- Renata Dampc-Jarosz, Hannelore Scholz-Lübbering (Hrsg.): Sophie Tieck. Briefe an den Bruder Ludwig. Böhlau, Köln 2020, ISBN 978-3-412-51837-0
- Wolfgang de Bruyn, Barbara Gribnitz (Hrsg.): Blätter öffentlich in die Welt. Caroline de la Motte Fouqué und Sophie Tieck-Bernhardi-von Knorring. Schriftstellerinnen in Preußen. Wehrhahn, Hannover 2011, ISBN 978-3-86525-195-4
- “Bei aller brüderlichen Liebe …”. Letters of Sophie Tieck to her brother Friedrich. Transcribed and edited by James Trainer. Walter de Gruyter, Berlin u. New York 1991, ISBN (= „Quellen und Forschungen zur Sprach- und Kulturgeschichte der germanischen Völker“, Bd. 97; Buchvorschau bei Google Books)
- Percy Matenko, Edwin H. Zeydel, Berta M. Masche (Hrsg.): Letters to and from Ludwig Tieck and His Circle. Unpublished Letters from the Period of German Romanticism Including the Unpublished Correspondence of Sophie and Ludwig Tieck. University of North Carolina Press, Chapel Hill 1967 (Digitalisat auf JSTOR)